# Mieczysław Paszkiewicz

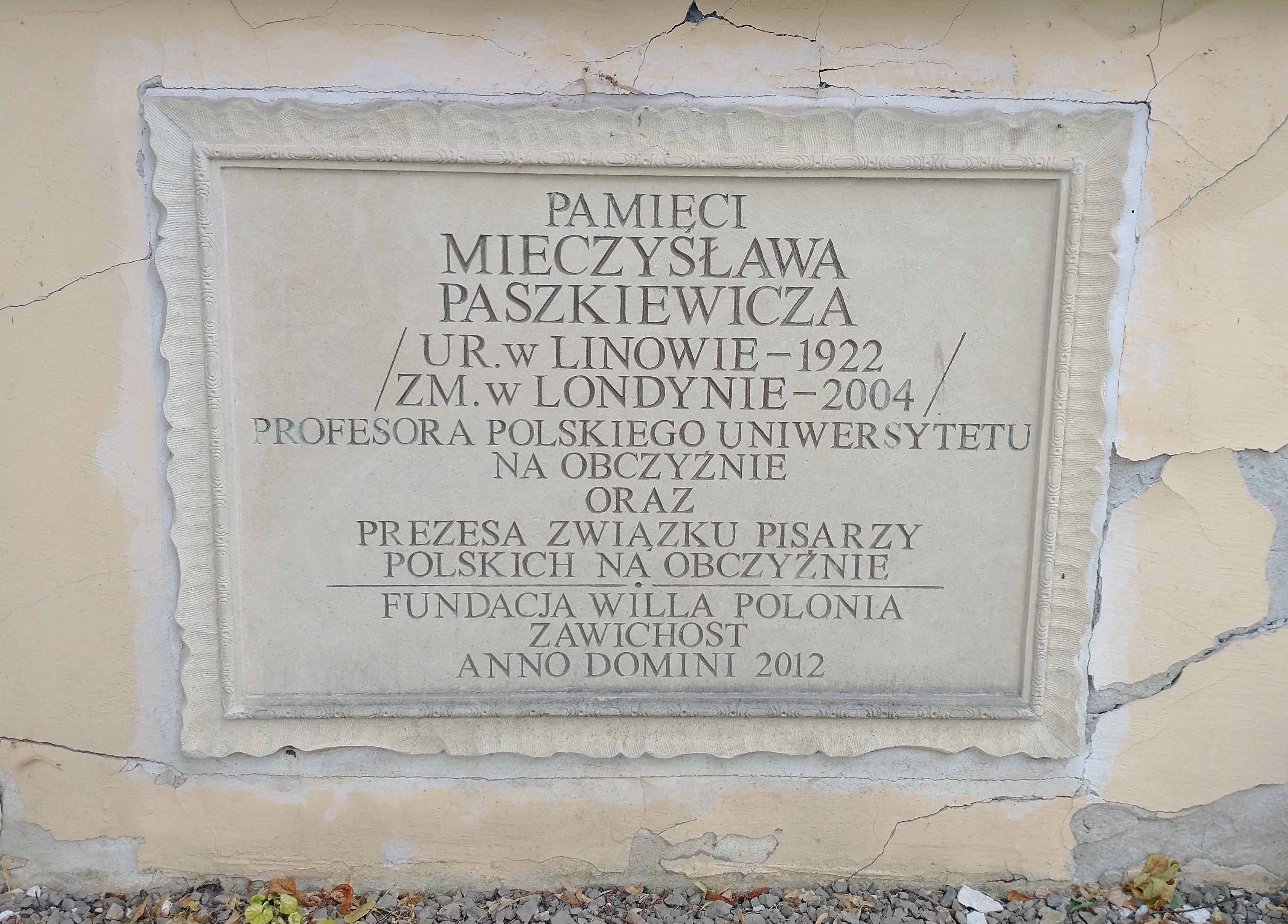
Tablica pamiątkowa na dzwonnicy kościoła Wniebowzięcia Najświętszej Maryi Panny w Zawichoście

Mieczysław Paszkiewicz (ur. 10 lutego 1925 w Linowie, zm. 23 sierpnia 2004 w Londynie) – polski poeta, pisarz, historyk sztuki i pedagog. Wykładowca i wieloletni dziekan Wydziału Humanistycznego Polskiego Uniwersytetu Na Obczyźnie – PUNO.

## Życiorys
Syn Ludwika i Janiny z Horczaków. Brat por. pilota Ludwika Witolda Paszkiewicza. Po wybuchu II wojny światowej był żołnierzem Narodowej Organizacji Wojskowej. Po aresztowaniu i uwięzieniu na Zamku w Lublinie, w 1941 został wywieziony do obozu koncentracyjnego Auschwitz, a następnie do Mauthausen-Gusen. W obozie uczestniczył w konspiracyjnych konkursach literackich. W 1944 uzyskał swoją pierwszą nagrodę za wiersz Madonna bruku. Twórczość jego i pozostałych poetów obozowych: Konstantego Ćwierka, Bronisława Kamińskiego, Gustawa Przeczka, Grzegorza Timofiejewa, Włodzimierza Wnuka i Zdzisława Wróblewskiego stanowiła trwały wkład do literatury polskiej okresu okupacji.
Od 1946 przebywał w Londynie, studiował na The Politechnic School of Art / University of Westminster w Londynie. W 1984 uzyskał stopień naukowy doktora na Polskim Uniwersytecie na Obczyźnie (Tematyka polska w twórczości Stefana Della Belli, 1984, promotor Józef Jasnowski). Wykładał historię sztuki na uniwersytecie w Londynie i Cambridge. Od 1985 roku aż do śmierci pełnił funkcję dziekana Wydziału Nauk Humanistycznych PUNO.
Debiutował w 1939 roku poematem prozą Nocturn w lubelskim piśmie literacki. Wydał 17 książek, w tym 4 tomiki poezji: Zmiany (Londyn 1957), Opowiadania jońskie (Kraków 1982), Przebudzenie jesienią (Lublin 1995), Byt niemy (Londyn 1996), a także utwory prozatorskie, jak Rozmowy z Saszą (Lublin 1994) oraz eseje i szkice: Zrywając kwiaty w Stabie (Kraków 1977), Ziemia obiecana innym (Londyn 1985). Jego artykuły naukowe, eseje i utwory poetyckie ukazywały się w pismach naukowych i literackich, m.in. w Biuletynie Historii Sztuki, Bulletin du Musee National de Varsovie, Polskim Słowniku Biograficznym, The Journal of Arms and Armour Society, Oficynie Poetów i innych.
W 1955 wraz z Ludwikiem Angererem założył i redagował miesięcznik Merkuriusz Polski. Był współzałożycielem wydawnictwa naukowego „Materiały do Biografii, Genealogii i Heraldyki Polskiej” w Paryżu-Buenos Aires. Był członkiem: Royal Archaeological Institute, Rady Wykonawczej Fundacji Jana Pawła II, Związku Pisarzy Polskich na Obczyźnie, Polskiego Towarzystwa Naukowego na Obczyźnie, Polskiego Towarzystwa Genealogicznego w Warszawie oraz współpracownikiem Komisji Historyczno-Filozoficznej.

## Publikacje
- Stefano della Bella. Wjazd wspaniały posłów polskich do Paryża, AD 1645 (Londyn 1956)
- Zmiany, poezje (Londyn 1957)
- Marian Kratochwil – Szkicownik kresowy (Londyn 1958)
- Muzeum Polskie (Londyn 1969-78)
- Jacek Malczewski w Azji Mniejszej i w Rozdole (Londyn 1972)
- Zrywając kwiaty w Stabie (Kraków 1977)
- Kamień i muszla. Notatnik podróżny (Londyn 1979)
- Gorejący kamień. Notatki podróżne (Kraków 1980)
- Granice Europy. Notatki podróżne (Londyn 1982)
- Opowiadania jońskie, poezje (Kraków 1982)
- Ziemia obiecana innym (Londyn 1985)
- Śladem Antygony (Lublin 1993)
- Rozmowy z Saszą (Lublin 1994)
- Przebudzenie jesienią, poezje (Lublin 1995)
- Byt niemy, poezje (Londyn 1996)
- O Bogu, prozą (Lublin 1999)
- Książę na pustej scenie (Lublin 2002)
- ok. 80 biogramów w Polskim Słowniku Biograficznym

## Nagrody literackie
- konspiracyjny konkurs literacki w obozie koncentracyjnym w Mauthausen-Gusen (za utwór Madonna bruku) 1944
- "Młodych" (Londyn) 1957
- Związku Pisarzy Polskich na Obczyźnie 1958 i 1985
- Nagroda Fundacji im. Kościelskich 1969
- Fundacji Promocji Spraw Słowiańskich w Lublinie 1999

## Ordery i odznaczenia
- Krzyż Oficerski Orderu Odrodzenia Polski
- Krzyż Kawalerski Orderu Odrodzenia Polski (10 listopada 1977)[3].
- Medal Honorowy „Polonia Semper Fidelis”